# Chiesa dei Santi Nabore e Felice (Griante)
La chiesa dei Santi Nabore e Felice è la parrocchiale di Griante, in provincia e diocesi di Como; fa parte del vicariato di Lenno e Menaggio.

## Storia
Dalla relazione della visita pastorale del 1567 si apprende che a Griante sorgeva una cappella, che però versava in pessime condizioni.
La comunità griantese, per secoli alle dipendenze della pieve di Menaggio, fu eretta in parrocchia autonoma nel 1632 grazie all'interessamento del vescovo Lazzaro Carafino.
La chiesa, che era stata rimaneggiata già sul finire del Cinquecento, nella prima metà del XVIII secolo fu interessata da un intervento di rifacimento: nel 1713 si procedette alla ricostruzione del coro, nel 1717 venne realizzata la nuova volta della navata, nel 1719 la navata fu prolungata e i restanti lavori terminarono nel 1722.
Nel 1893 il vescovo Andrea Carlo Ferrari, compiendo la sua visita pastorale, trovò che la rendita del beneficio era di circa 575 lire e che la parrocchiale, avente come filiali gli oratori dell'Immacolata, della Beata Vergine delle Grazie e di San Rocco in località Carsolina, era sede della confraternita del Santissimo Sacramento.

## Descrizione

### Esterno
La facciata a capanna della chiesa, rivolta a levante, è suddivisa da una cornice marcapiano in due registri, entrambi scanditi da lesene; quello inferiore presenta centralmente il portale d'ingresso, mentre quello superiore è caratterizzato da una finestra e coronato dal timpano di forma triangolare.
Annesso alla parrocchiale è il campanile a base quadrata, la cui cella presenta su ogni lato una monofora affiancata da lesene.

### Interno
L'interno dell'edificio si compone di un'unica navata, sulla quale si affacciano le cappelle laterali e i bracci del transetto e le cui pareti sono scandite da lesene, sorreggenti il cornicione sopra il quale si imposta la volta, che è abbellita da medaglioni contenenti dei dipinti raffiguranti Cristo Trionfante, la Gloria dei Santi Nabore e Felice e la Madonna col Bambino e San Domenico; al termine dell'aula si sviluppa il presbiterio, a sua volta chiuso dall'abside.
Qui sono conservate diverse opere di pregio, tra le quali i tondi ritraenti i Misteri del Rosario, la statua con soggetto la Madonna del Rosario, la pala raffigurante l'Assunzione della Vergine, eseguita nel 1597 da Alessandro Maganza, e le due tele che rappresentano rispettivamente il Martirio di San Nabore e il Martirio di San Felice, realizzate nel XVIII secolo da Michelangelo Bellotti.